# Liste der Bodendenkmäler in Kellmünz an der Iller
Auf dieser Seite sind die Bodendenkmäler in dem schwäbischen Markt Kellmünz an der Iller zusammengestellt. Diese Tabelle ist eine Teilliste der Liste der Bodendenkmäler in Bayern. Grundlage ist die Bayerische Denkmalliste, die auf Basis des Bayerischen Denkmalschutzgesetzes vom 1. Oktober 1973 erstmals erstellt wurde und seither durch das Bayerische Landesamt für Denkmalpflege geführt wird. Die folgenden Angaben ersetzen nicht die rechtsverbindliche Auskunft der Denkmalschutzbehörde.

## Bodendenkmäler in Kellmünz an der Iller
| Lage                      | Objekt | Akten-Nr.     | Bild           |
| ------------------------- | --- | ------------- | -------------- |
| (Standort)                | Freilandstation des Mesolithikums und Grabhügel der Bronzezeit.                                                                         | D-7-7826-0011 |                |
| (Standort)                | Brücke der Römischen Kaiserzeit. | D-7-7826-0015 |                |
| (Standort)                | Kastell der späten römischen Kaiserzeit: Caelius Mons.                                                                                  | D-7-7826-0017 |                |
| Rechbergring 1 (Standort) | Mittelalterliche und frühneuzeitliche Befunde im Bereich der katholischen Pfarrkirche St. Martin in Kellmünz und ihrer Vorgängerbauten. | D-7-7826-0034 | weitere Bilder |
| (Standort)                | Burgstall des Mittelalters. | D-7-7826-0062 |                |